# Decennalia
Die Decennalia (von lateinisch decennium „Jahrzehnt“; decem „zehn“ und annus „Jahr“, deutsch meist Decennalien) waren im antiken Rom Festlichkeiten, bei denen die zehnjährige Regentschaft eines Kaisers gefeiert wurde.

## Ursprung
Unter Kaiser Augustus wurden die Decennalia das erste Mal gefeiert. Dieser nahm im Jahr 27 v. Chr. die Herrschaft für einen Zeitraum von zehn Jahren an, da er den Senatoren zeigen wollte, dass er zu einem Machtverzicht bereit war. Diese Zeit wurde zunächst als neuer Beginn der alten Ordnung betrachtet, weil Augustus den Senatoren und dem Volk scheinbar die Entscheidungsgewalt zurückgab. Auch sein Nachfolger und Adoptivsohn Tiberius feierte im Jahr 24 n. Chr. die Decennalia und wiederholte dies zehn Jahre später im Jahr 34 n. Chr. Sie wurden als decennalia prima und decennalia altera bezeichnet. So wurde das Zehnjahresjubiläum zur Tradition für die nachfolgenden Kaiser. Ab dem 3. Jahrhundert benannte man die decennalia altera in vicennalia (von lateinisch vicennium „zwanzig Jahre“) um.

## Das Fest
Am Anfang des zehnjährigen Zeitraumes wurden Gelöbnisse abgelegt. Mit Ablauf dieser Zeit waren die geleisteten Eide erfüllt und wurden erneut. Diese Gelöbnisse wurden vota decennalia genannt.
Bei den Feierlichkeiten zu den Decennalien ging es um das Wohlbefinden und die Unversehrtheit des amtierenden Kaisers. Sowohl die victoria als auch die providentia deorum wurden mit der Festlichkeit in Verbindung gebracht. Außerdem gab es, wie Cassius Dio über das Jubiläum von Septimius Severus berichtet, Festspiele mit allerlei Prunk und Darbietungen für das schaulustige Volk. Decennalien wurden ab Antoninus Pius auf Münzen genannt und sind bis um die Mitte des 5. Jahrhunderts nachzuweisen. Im Rahmen der Feierlichkeiten durchgeführte Opfer wurden auf den Reliefs der Decennalienbasis auf dem Forum Romanum dargestellt. Zahlreiche Inschriften zeugen von Decennalien verschiedener Kaiser, die letzte erhaltene nennt die Decennalien des Theodosius I. im Jahr 389.